# Будівництво 247 і ВТТ
Будівництво 247 і ВТТ — підрозділ системи виправно-трудових установ ГУЛАГ, оперативне керування якого здійснювало Головне Управління таборів промислового будівництва (рос. ГУЛПС).
Час існування: організований 31.01.49 (перейменований з Будівництва 859 і ВТТ);

закритий 14.05.53 (перейменований в Кузнецький ВТТ).
Дислокація: Челябінськ 40, вул. Будівельників, 24 ;

м. Челябінськ.

## Виконувані роботи
- обслуговування Будівництва 247 (комбінат МСМ), а також будівництво ТЕЦ хімічного заводу ім. Менделєєва,
- будівництво автомобільних доріг, залізниць та об'єктів 933 і 943, ЛЕП-110 від Уфалейської підстанції до Південно-Уральської контори Головміськстроя,
- будівництво «мідного рудника», об'єкта 950, обслуговування шахти «Піонерська», вапняного кар'єра, будівництво житла в р-ні Карабаша,
- будівництво водоскиду на греблі оз. Каслі, каслінської електропідстанції, дослідного корпусу на комбінаті 817,
- капітальний ремонт та часткова реконструкція хімічного заводу,
- будівництво службових та казармених приміщень для спеціальних частин ГУВО МГБ на комбінаті 817,
- робота на Юрюзанському лісопильному заводі з 14.05.52,
- обслуговування будівництва п/я 101, ДОКу,
- лісозаготівлі,
- будівництво заводу шлакоблоків в Челябінську, Південно-Уральської ТЕЦ, житла та об'єктів соціального культурного побуту;
- робота на Потанінському цегельному заводі,
- будівництво доріг.

## Чисельністьз/к
- 01.01.50 — 7774;
- 01.01.51 — 9578;
- 01.01.52 — 5627,
- 01.01.53 — 13 163;
- 01.05.53 — 9274